# Zaagbuikvissen
Zaagbuikvissen (Trachichthyidae) vormen een familie van, over het algemeen, kleine, uitzonderlijk lang-levende diepzeevissen uit de orde van de Slijmkopvissen (Beryciformes). Er is een geregistreerde leeftijd van een Hoplostethus atlanticus van 149 jaar oud, hoewel deze claim omstreden is.
Ze worden aangetroffen in gematigde tot tropische wateren van de Atlantische, Indische en Grote Oceaan.
De grootste soorten, de Hoplostethus atlanticus en de Gephyroberyx darwinii worden intensief bevisd in Australië en Nieuw-Zeeland en de populaties ervan zijn sterk uitgedund. Dit wordt bijgedragen door de langzame voortplanting van de vissen.
De vissen hebben een grote kop, grote ogen en sommige soorten hebben een felle kleur variërend van baksteen rood, grauwgrijs of zilver tot zwart met doorzichtige vinnen.
Sommige soorten, zoals de Aulotrachichthys latus kennen ook bioluminiscentie, waarschijnlijk door een symbiotische bacterie die ook in andere Slijmkopvissen te vinden is.
De grootste soort uit de familie is de Hoplostethus atlanticus die tot 75 centimeter lang kan worden en 7 kg kan wegen. De meeste zaagbuikvissen blijven onder de 30 centimeter.
De meeste soorten zijn bodemvissen, op dieptes van 100 tot 1500 meter.

## Geslachten en soorten
Er zijn ongeveer 43 soorten in acht geslachten:
- Geslacht Aulotrachichthys Fowler, 1938[1].
  - Aulotrachichthys latus (Fowler, 1938).
- Geslacht Gephyroberyx Boulenger, 1902[1].
  - Gephyroberyx darwinii (Johnson, 1866).
  - Gephyroberyx japonicus (Hilgendorf, 1879).
  - Gephyroberyx philippinus Fowler, 1938.
- Geslacht Hoplostethus Cuvier in Cuvier and Valenciennes, 1829[1].
  - Hoplostethus abramovi Kotlyar, 1986.
  - Hoplostethus atlanticus Collett, 1889.
  - Hoplostethus cadenati Quéro, 1974.
  - Hoplostethus confinis Kotlyar, 1980.
  - Hoplostethus crassispinus Kotlyar, 1980.
  - Hoplostethus druzhinini Kotlyar, 1986.
  - Hoplostethus fedorovi Kotlyar, 1986.
  - Hoplostethus fragilis (de Buen, 1959).
  - Hoplostethus gigas McCulloch, 1914.
  - Hoplostethus intermedius (Hector, 1875).
  - Hoplostethus japonicus Hilgendorf, 1879.
  - Hoplostethus latus (Fowler, 1938).
  - Hoplostethus marisrubri Kotlyar, 1986.
  - Hoplostethus mediterraneus Cuvier in Cuvier and Valenciennes, 1829[2].
    - Ondersoort Hoplostethus mediterraneus mediterraneus Cuvier, 1829[2].
    - Ondersoort Hoplostethus mediterraneus sonodae Kotylar, 1986[2].
    - Ondersoort Hoplostethus mediterraneus trunovi Kotylar, 1986[2].

  - Hoplostethus melanopterus Fowler, 1938.
  - Hoplostethus melanopus (Weber, 1913).
  - Hoplostethus mento (Garman, 1899).
  - Hoplostethus metallicus Fowler, 1938.
  - Hoplostethus mikhailini Kotlyar, 1986.
  - Hoplostethus occidentalis Woods, 1973.
  - Hoplostethus pacificus Garman, 1899.
  - Hoplostethus rifti Kotlyar, 1986.
  - Hoplostethus rubellopterus Kotlyar, 1980.
  - Hoplostethus shubnikovi Kotlyar, 1980.
  - Hoplostethus tenebricus Kotlyar, 1980.
  - Hoplostethus vniro Kotlyar, 1995.
- Geslacht Optivus Whitley, 1947[1].
  - Optivus elongatus (Günther, 1859).
- Geslacht Paratrachichthys Waite, 1899[1].
  - Paratrachichthys argyrophanus Woods, 1961.
  - Paratrachichthys atlanticus (Collett, 1889).
  - Paratrachichthys fernandezianus (Günther, 1887).
  - Paratrachichthys heptalepis Gon, 1984.
  - Paratrachichthys novaezelandicus Kotlyar, 1980.
  - Paratrachichthys prosthemius Jordan & Fowler, 1902.
  - Paratrachichthys pulsator (Gomon & Kuiter, 1987).
  - Paratrachichthys sajademalensis Kotlyar, 1979.
  - Paratrachichthys trailli (Hutton, 1875).
- Geslacht Parinoberyx Kotlyar, 1984[1].
  - Parinoberyx horridus Kotlyar, 1984.
- Geslacht Sorosichthys Whitley, 1945[1].
  - Sorosichthys ananassa Whitley, 1945.
- Geslacht Trachichthys Shaw in Shaw and Nodder, 1799[1].
  - Trachichthys australis Shaw, 1799.